# IC 2224
IC 2224 ist eine linsenförmige Galaxie vom Hubble-Typ S0 im Sternbild Luchs am Nordsternhimmel. Sie ist schätzungsweise 458 Millionen Lichtjahre von der Milchstraße entfernt.
Das Objekt wurde am 28. Februar 1900 von Stéphane Javelle entdeckt.